# JALウェイズ

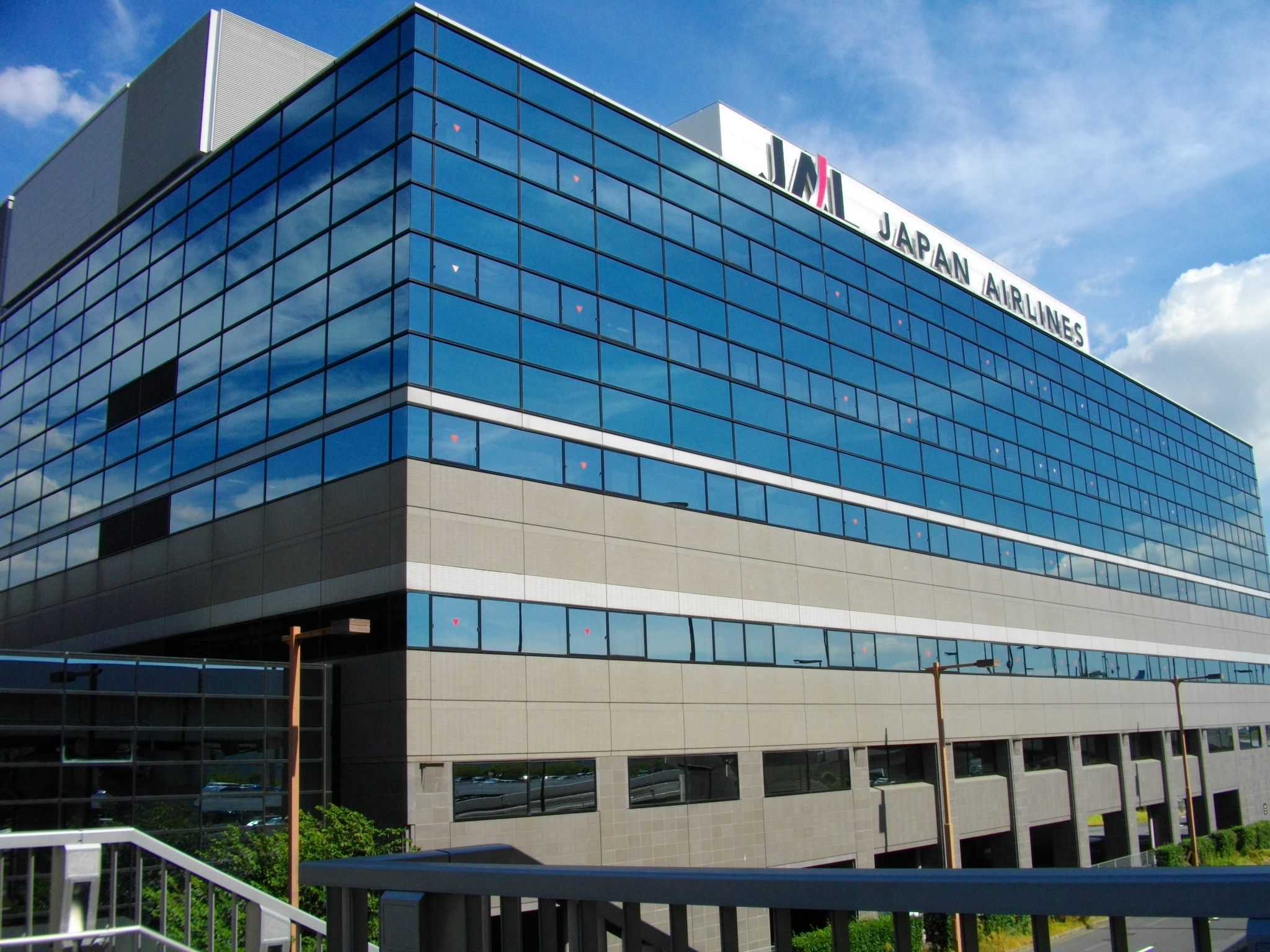
JALウェイズの本部があった日本航空成田オペレーションセンター

株式会社ジャルウェイズ（英称:JALways Co., Ltd.）とは、かつて存在した日本の航空会社である。日本航空 (JAL) グループの構成会社であった。前身はジャパンエアチャーター。

## 歴史
1990年に「ジャパンエアチャーター株式会社」（JAZ）として設立され、1991年7月1日の福岡 - ホノルル線を初便としてチャーター便とウェット・リース便の運航を開始し、1999年に現社名に変更した。

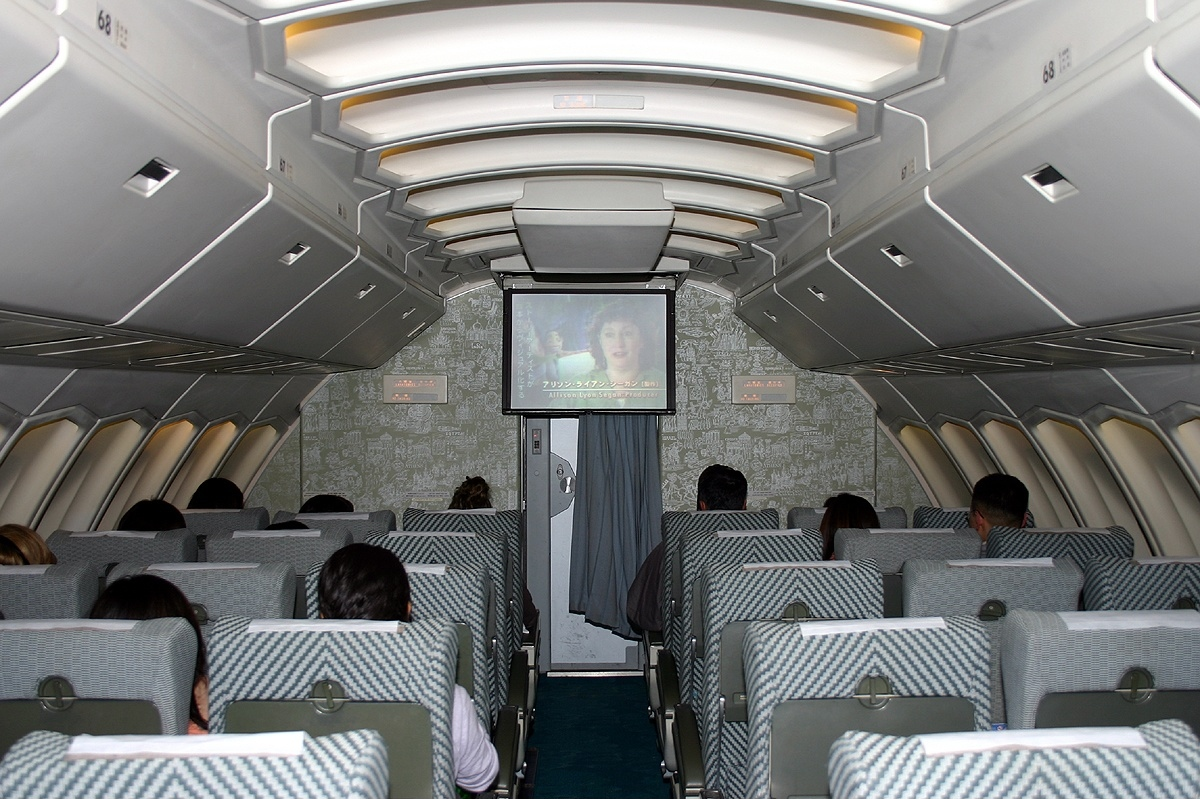
ボーイング747-300SR「リゾッチャ」の機内

タイ人の客室乗務員を多数採用し、タイに訓練拠点を設けて運航コストを下げることが別会社を設立した大きな目的の一つであった。しかし、タイ人を採用したのは教育程度が高く、しかも接客に定評があることと、日本から多数の直行便が就航しており、乗員の行き来がしやすいという理由もあった。就航当初は大半のタイ人乗務員に加え通訳も務める日本人のチーフパーサー1名と乗務員1名が乗務する形としていた。
コスト低減に貢献した上に、タイ人を主体としたサービスも好評なことから後にチャーター便だけではなく、「リゾッチャ」サービスが実施される日本航空のリゾート路線を中心に定期便を運航するまでになった。のちにフィリピン人の客室乗務員も採用するようになった。
運航乗務員も日本以外の国籍の者が多い。当社の運航乗務員、客室乗務員ともに日本航空所属のボーイング747-400やボーイング777-200ERなどにも乗務していた。

### 会社解散
経営再建策の一環として、2010年12月1日をもってJALウェイズは日本航空インターナショナル（現・日本航空）と統合した。この直前に東京国際空港（羽田空港）から国際定期便の運航が再開され、当社も1か月間のみホノルル線（80/89便）とバンコク線（33/34便）の各1日1往復を767-300ERで運航した。
また、合併直前には機材数削減などのため、大阪/関西-グアム、名古屋/中部-バンコク、東京/成田-コナ、東京/成田・大阪/関西-デンパサールなどの路線を運休した。JALグループで国際線は4割事業規模を縮小し、地点撤退も相次いだ。このうち、成田-コナ、中部-バンコクについては後にJALの運航で復活したが、中部-バンコクは2020年3月29日から再度運休している。

## 路線
JALによる運航であっても、コールサインはJ-WAYSが使用され、表示される便名のIATA航空会社コードも「JO」であった。

### 会社解散時点
これらの路線については、2024年現在もJALが運航を続けている。
- 東京/成田・東京/羽田・大阪/関西・名古屋/中部 - ホノルル （一部JALによる運航）
- 東京/成田 - グアム （JALによる運航）
- 東京/成田・東京/羽田・大阪/関西 - バンコク （JALによる運航）
- 東京/成田 - ホーチミン （JALによる運航）
- 東京/成田 - デリー （JALによる運航）
- 東京/成田 - シドニー
- 東京/成田 - マニラ （JALによる運航）

### 2010年10月30日から運休した路線
以下の路線はJALが再開したが、2024年現在は季節運航となっている。
- 東京/成田 - コナ （コナ→成田はホノルル経由）[注 2][5]

### 2010年10月1日から運休した路線
2010年度便数計画により、以下の路線を2010年10月1日から運休した（一部は現地時間の翌日発から）。
- 大阪/関西 - グアム
- 東京/成田・大阪/関西 - デンパサール （JALによる運航）
- 東京/成田 - ブリスベン
- 名古屋/中部 - バンコク[注 3][6]

### 2010年以前に撤退した路線
- 札幌/新千歳・仙台・新潟・広島・福岡 - ホノルル
- 名古屋/中部 - グアム
- 東京/成田・大阪/関西 - サイパン
  - 大阪/関西→サイパン→グアム→大阪/関西の三角運航もあった。
- 大阪/関西 - シドニー（関西→シドニーはブリスベン経由）

## 運航機材

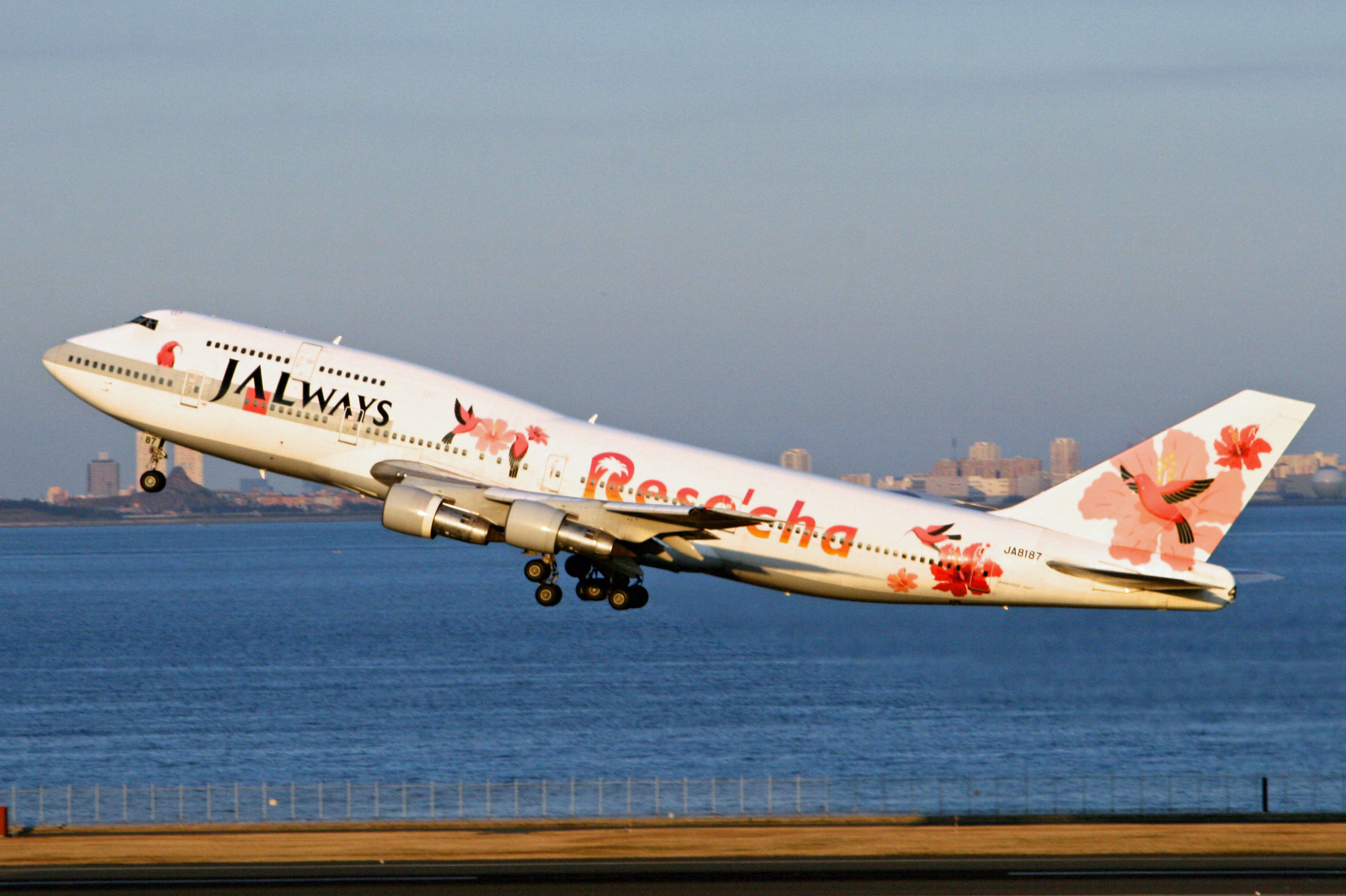
JALウェイズの旧塗装のボーイング747-300型機（リゾッチャ塗装）

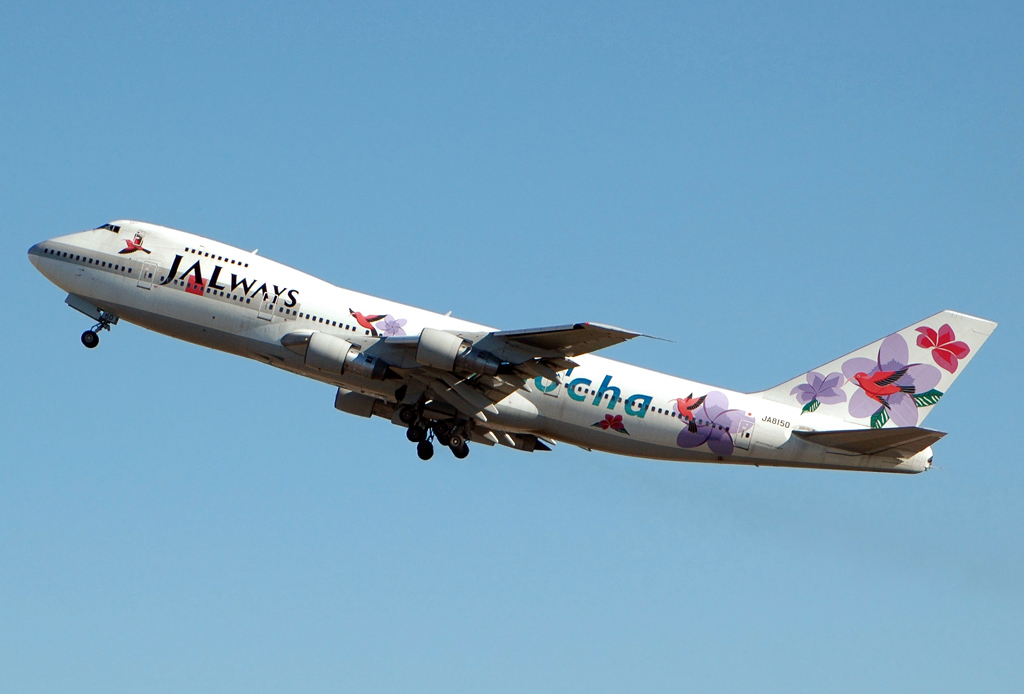
JALウェイズの新塗装のボーイング747-200型機（リゾッチャ塗装）

### 晩年
- ボーイング747-400
- ボーイング777-200ER/300ER
- ボーイング767-300/300ER

全機が日本航空インターナショナルの保有で、同社の塗装となっていた。

### 自社保有機
- ボーイング747-200/300
- マクドネル・ダグラスDC-10-40

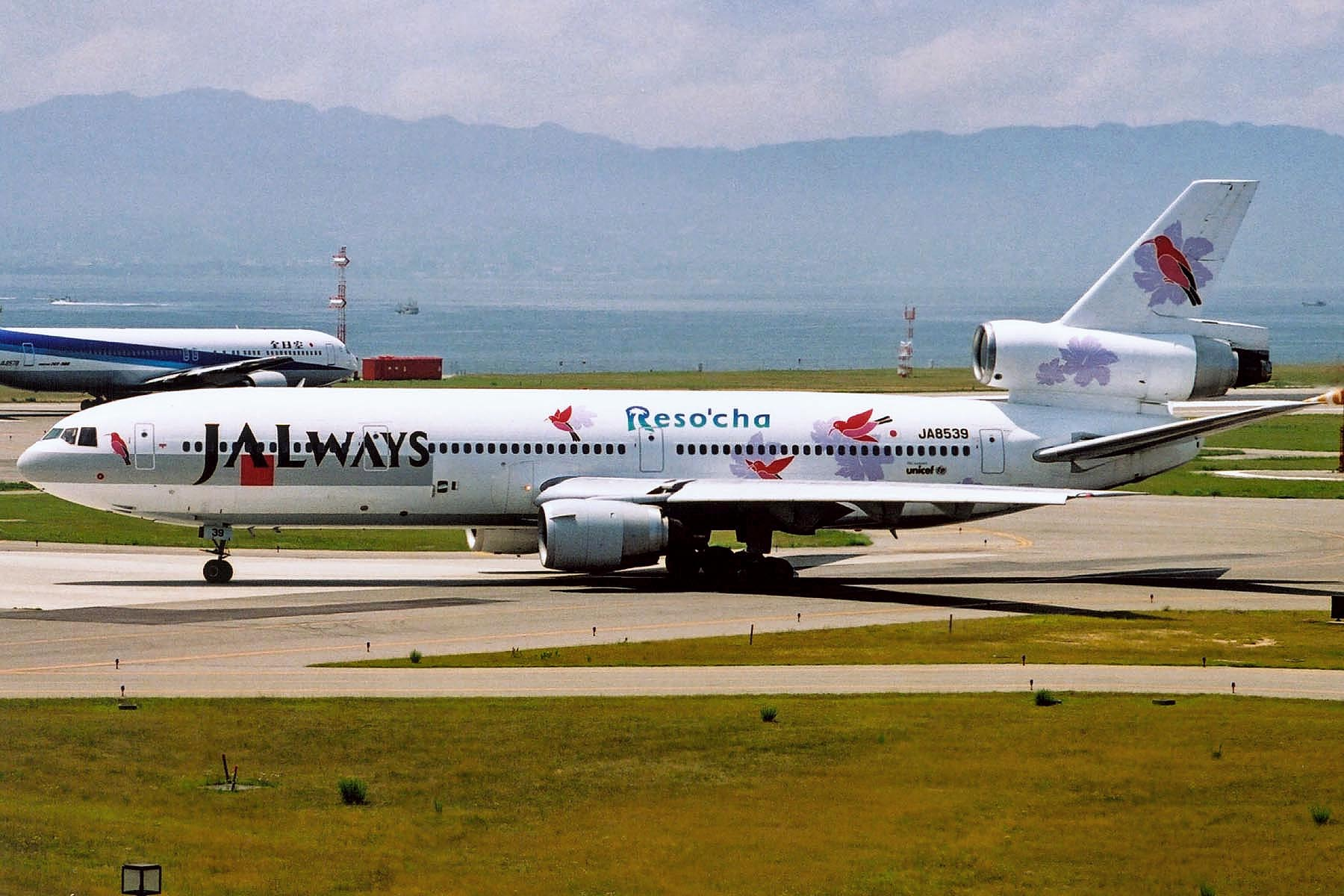
マクドネル・ダグラス DC-10-40「リゾッチャ」機

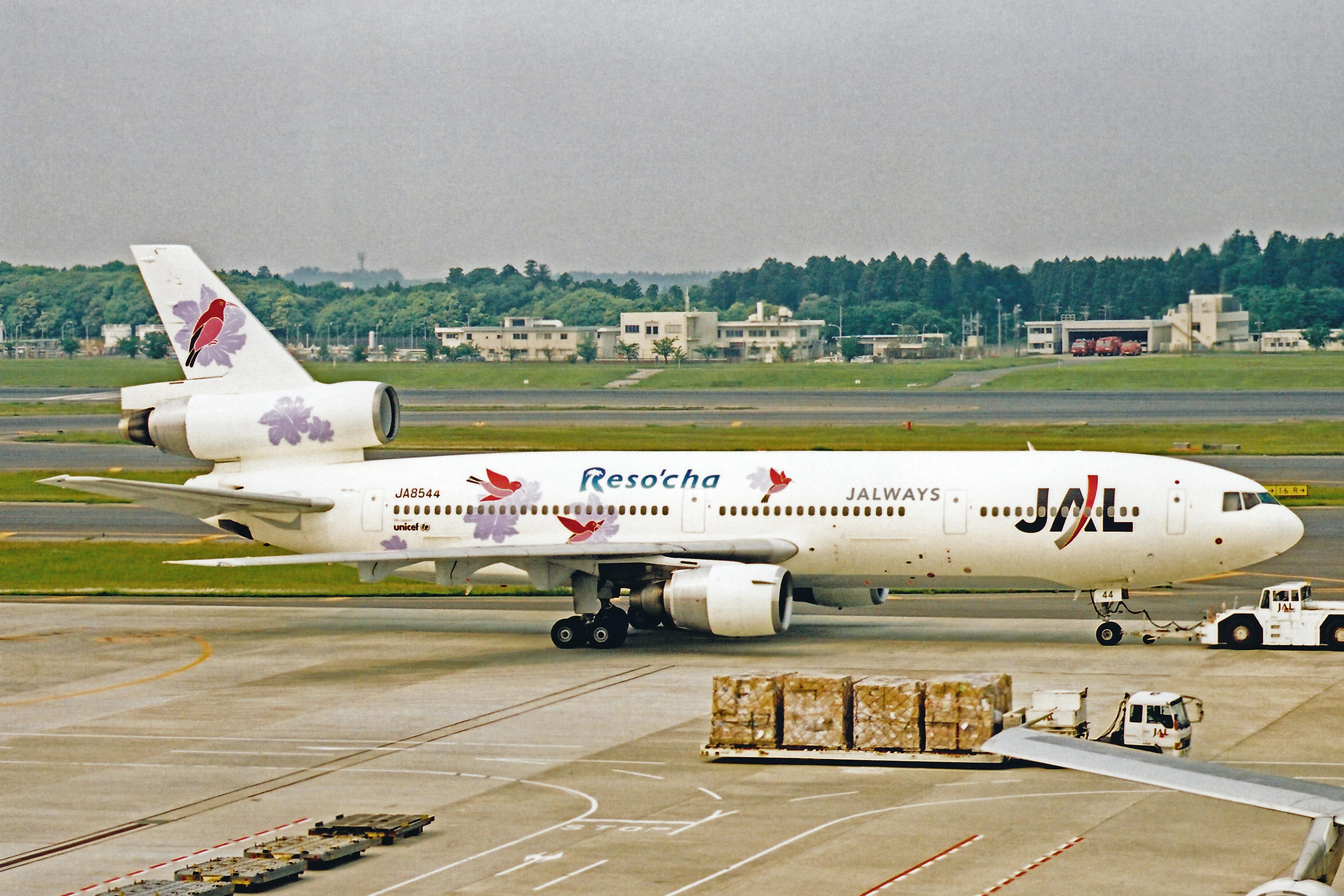
マクドネル・ダグラス DC-10-40「リゾッチャ」機（末期、日本航空との共通塗装）

自社塗装の機材が多く、「リゾッチャ」塗装の機材も存在した。

## 塗装

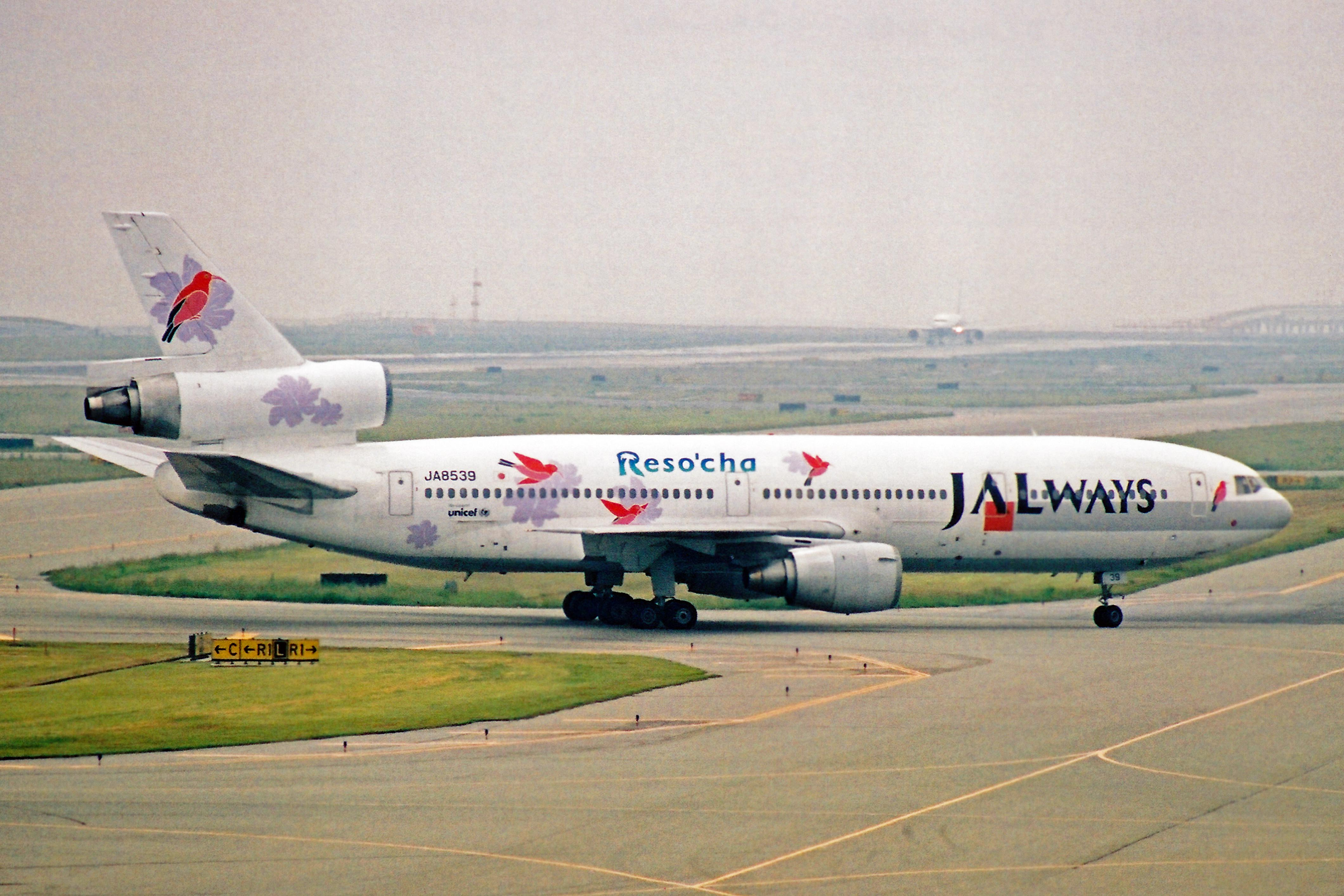
JALウェイズのDC-10

JALグループであるため、基本的にJALデザインと同じである。

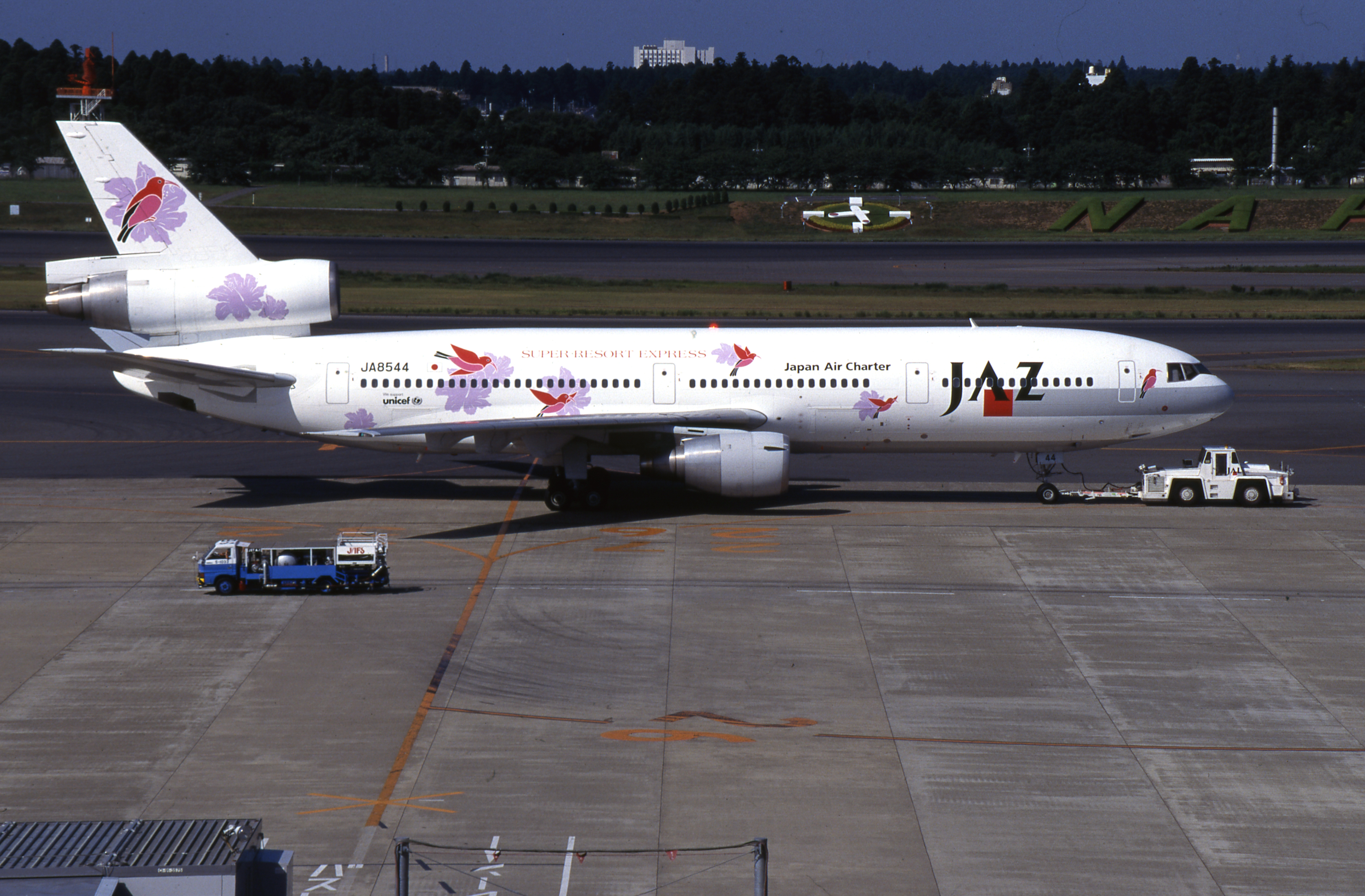
ジャパンエアチャーターのDC-10

ジャパンエアチャーター時代
当時のJALと同じくランドーアソシエイツによる灰色と赤色のブロックを合わせたデザインである。ただしロゴ文字は「JAL」ではなく「JAZ」（Aに赤いブロックが入り、Aの横棒がない）に置き換えられ、横に黒字で「Japan Air Charter」と表記されていた。垂直尾翼は鶴丸ではなく上から灰色と赤色を三角形に塗ったスタイルであった。
JALウェイズ時代
ジャパンエアチャーターとほぼ同じであるが、ロゴは「JAZ」から「JALways」に変更されている。この時期からリゾッチャキャンペーンをJALから移管されることになり、ボディに「Reso'cha」の文字に垂直尾翼を含めて花や鳥がふんだんに描かれた機体が登場するようになる。しかし2002年に当時のJALで採用されたデザイン「The Arc of the Sun（太陽のアーク）」においてはJALとの共通事業機材としてJALの機体を用いることになり、末期においてJALウェイズ独自の塗装は存在しなくなった。

## 機内サービス
JALウェイズ運航便も日本航空インターナショナル運航便の機内サービスに準じており、日本航空インターナショナルの運航便と同様にファーストクラス・エグゼクティブクラスの上級クラスのサービスも実施している。エグゼクティブクラスではタイ人客室乗務員も多く担当しており、タイ人客室乗務員の明るい接客対応は高い評価も受けている一方で、難しい日本語が通じないことや、一部においてはマニュアル通りでサービスに融通効かないこともあるのがマイナス面として指摘されている。なお、JALウェイズ運航便独自のサービスとしては設立当初独自の免税品カタログ販売やビンゴ大会が行われていた。
JALウェイズでは、日本航空からの出向乗務員も多く勤務していた上に、国内航空会社、外資系航空会社で客室乗務員を経験した「経験者採用枠（契約制）」にも力を入れており、こういった日本人乗務員とタイ人、フィリピン人との混成編成により、タイ人やフィリピン人の弱い日本語面でのサービス強化を図っていた。
客室乗務員の採用試験を受験する者にとっても人気の高い航空会社であったが、英語圏をメインとした国際線のみの運航、また、外国人客室乗務員との細かな意思疎通が必要なため、日本航空インターナショナルや他の国内航空会社よりも高い語学力が求められていた。

## 事故
- 2005年8月12日 - マクドネル・ダグラスDC-10-40で運航されていた福岡発ホノルル行き58便が福岡空港離陸直後にエンジンから出火、市街地に破片が散乱する事故が発生し、地上にいた5名が負傷した。詳細は「JALウェイズ58便エンジン爆発事故」を参照。
- 2006年2月28日 - ボーイング747で運航されていたホノルル発成田行き71便が太平洋上で乱気流に巻き込まれる事故があり、乗客2名が負傷した。

## テレビ番組
- 日経スペシャル ガイアの夜明け 大空の格安競争 ～国際線で巻き起こる低価格旋風～（2008年1月29日、テレビ東京）[8] - JALの格安航空への対応を取材。